# Nadežda Petrović
Nadežda Petrović (kyrillisk: Надежда Петровић; født 12. oktober 1873 i Čačak; død 3. april 1915 i Valjevo) var en serbisk maler, hvis værker kan henføres til ekspressionisme og fauvisme.
Hendes portræt er på Serbiens 200 dinar-seddel; på bagsiden et af hendes malerier: Klostret Gračanica.
Petrović deltog i malerkurser hos den serbiske maler Đorđe Krstić
og 1896/97 ved Kirilo Kutliks private kunstskole, 1898 hos den slovenske maler Anton Ažbe i München.
1912 åbnede hun sin egen malerskole i Beograd og deltog i den fjerde jugoslaviske kunstudstilling. Under 1. Balkankrig var hun frivillig sygeplejerske ved fronten. Hun døde i Valjevo, smittet af plettyfus da hun 1915 var på vagt som frivillig sygeplejerske.
| - Nadežda Petrović - Selvportræt, 1907 - Statue i Pionirski-parken i Beograd - Statue i Niš |

| - Serbisk 200-dinar-seddel med hendes portræt - Portræt på serbisk pengeseddel, en Serbisk 200-dinar-seddel - Bagsiden er klostret Gračanica(sv) |

| - Klostret Gračanica malet af Petrović i 1913 |

| - Andre værker af Nadežda Petrović − efter år - 'Betovenova maska', (Bethovens maske?), 1898 - Person fra Bayern med hat, 1900 - I skoven, 1900 - Strand i Bretagne, 1900 - Skibe på floden Sava, 1900 - Høst, 1902 - Det jødiske kvarter i Beograd , 1903 - Begravelse i Sićevo, 1905 - Resnik ved Beograd, 1905 - Velikafa, 1905 - Forstad til Beograd, 1908 - Ksenija Atanasijević, 1912. Serbisk filosof (en) - Den tyrkiske bro (før 1917) - Gamle Prizren |